# リディア・シモン
リディア・シモン（Lidia Simon, 1973年9月4日 - ）は、 ルーマニア出身の女子陸上競技選手（主にマラソン）である。

## 戦歴

### シドニー五輪以前
マラソンデビューは早く、1990年17歳で初マラソンを経験している。だがこの時の記録は2時間58分18秒。国際的なランナーには遠く及ばない記録だった。
シモンが最初に世界大会に登場したのは1995年の世界陸上イェーテボリ大会だった。この大会の女子マラソンで10位になった。
1996年7月に行われた、アトランタ五輪女子マラソンでは、30km地点まで優勝したファツマ・ロバを追う2位集団についていた。しかし30kmを過ぎた直後で銅メダル獲得の有森裕子、銀メダル獲得のワレンティナ・エゴロワのスパートについていけずにペースダウン、結果6位入賞にとどまった。
1997年8月に行われた世界陸上アテネ大会では、レース中盤嘔吐症状により優勝争いから脱落するが、後半追い上げて3位入賞、銅メダル獲得。1999年8月に行われた世界陸上セビリア大会でも、レース中盲腸炎による腹痛の影響で優勝を逃すが、再び3位に入って銅メダルを獲得した。

### シドニー五輪での高橋尚子との戦い・世界陸上で金メダル
2000年1月に行われた、シドニー五輪女子マラソン代表選考レースであった大阪国際女子マラソンでは、弘山晴美とデッドヒートを繰り広げながらも僅差で当時大会新記録の2時間22分54秒の自己ベストタイムで優勝し、大阪で大会史上初の3連覇を達成した（大会最多優勝回数はカトリン・ドーレの4回）。
同年9月に行われた、シドニー五輪女子マラソン本番では、中間点前の18km付近でスパートした高橋尚子についていき、その後高橋との激闘を演じたが、レース後半の34km付近で高橋に突き放される。40km地点で高橋とは28秒の差が付き、シモンの優勝は絶望的と思われたが、そこからシモンは驚異的な追い上げを見せる。しかし時既に遅し、僅か8秒差で高橋が最初にゴールテープを切って金メダル、シモンは惜しくも2位で銀メダル獲得となった。
2001年8月に行われた世界陸上エドモントン大会では、終盤まで銀メダル獲得の土佐礼子とデッドヒートとなったが、ゴール直前の陸上競技場へ入る手前、土佐をラストスパートで突き放し、土佐とは5秒の僅差で優勝。念願であった世界大会で初の金メダルを獲得、ゴール後のシモンは嬉しさの余り地面に突っ伏したまま号泣していた。

### アテネ五輪以降

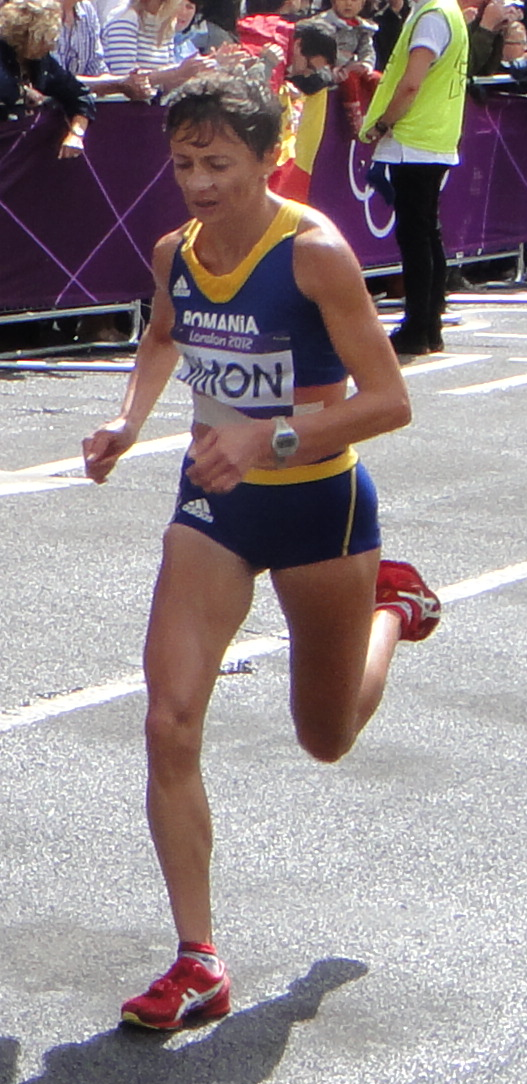
2012年ロンドンマラソンにて

2004年8月に行われたアテネ五輪女子マラソンでは、出産後の準備不足と体調が万全で無かった為、途中棄権となった。その後のレースでも不本意な成績が続いていたが、2007年8月に行われた世界陸上大阪大会では久々の好走、レース終盤まで優勝を争って5位入賞と健闘した。
2008年8月の北京五輪女子マラソンでは、35km過ぎまで2位集団に加わった。その後ペースダウンするも粘りの走りで、結果8位入賞を果たした（優勝は同国代表のコンスタンティナ・トメスク）。さらに5大会連続五輪代表となる、2012年8月のロンドン五輪女子マラソンにも出場した（結果は45位）。現在でも1児のママさんランナーとして、大変息の長い活躍を続けている。
オリンピックでは1996年・6位、2000年・2位、2008年・8位と計3回入賞、また世界陸上選手権では1997年・3位、1999年・3位、2001年・1位、2007年・5位と計4回入賞している。五輪・世界陸上と合わせて合計入賞7回は、女子マラソン選手としては史上最多記録である。また、世界陸上選手権での女子マラソンメダル獲得数3個（1997年・銅、1999年・銅、2001年・金）は、マヌエラ・マシャド（1993年・銀、1995年・金、1997年・銀）、キャサリン・ヌデレバ（2003年・金、2005年・銀、2007年・金）と並び、史上最多タイ記録である。
日本のマラソン大会には、大阪国際女子マラソンへ過去に10回出場のほか、名古屋国際女子マラソン・長野オリンピック記念長野マラソンにも出走。なお、2011年の第1回大阪マラソンでは女子選手として初代覇者に輝き、翌2012年の第2回大阪マラソンでも優勝し大会2連覇を果たす。また、TBS系の期首期末特番『オールスター感謝祭』のメイン企画「赤坂5丁目ミニマラソン」にかつてゲストランナーとして数回登場し、自身のトレーナーである夫のリビュー・シモン（通称・旦那シモン）と共に、夫婦揃って出走していた。さらに2009年3月に行われた名古屋国際女子マラソンでは、引退ランの高橋尚子にレース後花束を贈呈する役をこなした。

## マラソン主要戦績
- 自己ベストタイム 2時間22分54秒（2000年大阪国際女子マラソン）

| 年   | 大会                               | 開催国         | 成績 | タイム   |
| ---- | ---------------------------------- | -------------- | ---- | -------- |
| 1994 | リヨンマラソン                     | フランス       | 優勝 | 2:33:59  |
| 1994 | カストリアマラソン                 | ギリシャ       | 優勝 | 2:32:38  |
| 1994 | ヨーロッパ陸上選手権ヘルシンキ大会 | フィンランド   | 10位 | 2:36:14  |
| 1995 | ワールドカップアテネ大会           | ギリシャ       | 2位  | 2:31:46  |
| 1995 | 世界陸上イェーテボリ大会           | スウェーデン   | 10位 | 2:33:18  |
| 1996 | 名古屋国際女子マラソン             | 日本           | 8位  | 2:30:13  |
| 1996 | アトランタオリンピック             | アメリカ合衆国 | 6位  | 2:31:04  |
| 1997 | 大阪国際女子マラソン               | 日本           | 3位  | 2:27:04  |
| 1997 | ロンドンマラソン                   | イギリス       | 3位  | 2:27:11  |
| 1997 | 世界陸上アテネ大会                 | ギリシャ       | 3位  | 2:31:55  |
| 1998 | 大阪国際女子マラソン               | 日本           | 優勝 | 2:28:31  |
| 1998 | ロンドンマラソン                   | イギリス       | 3位  | 2:28:41  |
| 1999 | 大阪国際女子マラソン               | 日本           | 優勝 | 2:23:24  |
| 1999 | ロンドンマラソン                   | 日本           | 5位  | 2:24:46  |
| 1999 | 世界陸上セビリア大会               | スペイン       | 3位  | 2:27:41  |
| 2000 | 大阪国際女子マラソン               | 日本           | 優勝 | 2:22:54  |
| 2000 | ロンドンマラソン                   | イギリス       | 2位  | 2:24:46  |
| 2000 | シドニーオリンピック               | オーストラリア | 2位  | 2:23:22  |
| 2001 | ロンドンマラソン                   | イギリス       | 4位  | 2:24:15  |
| 2001 | 世界陸上エドモントン大会           | カナダ         | 優勝 | 2:26:01  |
| 2004 | ウィーンマラソン                   | オーストリア   | 2位  | 2:30:40  |
| 2004 | アテネオリンピック                 | ギリシャ       | DNF  | 途中棄権 |
| 2005 | 大阪国際女子マラソン               | 日本           | 5位  | 2:27:01  |
| 2005 | 長野マラソン                       | 日本           | 2位  | 2:31:20  |
| 2006 | 大阪国際女子マラソン               | 日本           | 9位  | 2:33:53  |
| 2006 | シカゴマラソン                     | アメリカ合衆国 | 11位 | 2:30:39  |
| 2007 | 大阪国際女子マラソン               | 日本           | 6位  | 2:32:09  |
| 2007 | 長野マラソン                       | 日本           | 4位  | 2:34:48  |
| 2007 | 世界陸上大阪大会                   | 日本           | 5位  | 2:31:26  |
| 2008 | 大阪国際女子マラソン               | 日本           | 6位  | 2:27:17  |
| 2008 | 北京オリンピック                   | 中国           | 8位  | 2:27:51  |
| 2008 | ニューヨークシティマラソン         | アメリカ合衆国 | 8位  | 2:30:04  |
| 2009 | 大阪国際女子マラソン               | 日本           | 5位  | 2:27:14  |
| 2009 | 名古屋国際女子マラソン             | 日本           | 21位 | 2:41:12  |
| 2009 | 世界陸上ベルリン大会               | ドイツ         | 22位 | 2:32:03  |
| 2010 | 大阪国際女子マラソン               | 日本           | 4位  | 2:27:11  |
| 2011 | 大阪マラソン                       | 日本           | 優勝 | 2:32:48  |
| 2012 | 名古屋ウィメンズマラソン           | 日本           | 19位 | 2:33:41  |
| 2012 | ロンドンオリンピック               | イギリス       | 45位 | 2:32:46  |
| 2012 | 大阪マラソン                       | 日本           | 優勝 | 2:33:12  |